# Threticus nanus
Threticus nanus är en tvåvingeart som först beskrevs av Tonnoir 1922.  Threticus nanus ingår i släktet Threticus och familjen fjärilsmyggor. Inga underarter finns listade i Catalogue of Life.